# Pteronymia tenuis
Pteronymia tenuis är en fjärilsart som beskrevs av Richard Haensch 1905. Pteronymia tenuis ingår i släktet Pteronymia och familjen praktfjärilar. Inga underarter finns listade.